# Mise en situation
 (mars 2025).
Si vous disposez d'ouvrages ou d'articles de référence ou si vous connaissez des sites web de qualité traitant du thème abordé ici, merci de compléter l'article en donnant les références utiles à sa vérifiabilité et en les liant à la section « Notes et références ».
La mise en situation est une technique permettant de placer une personne ou un groupe de personnes dans un contexte visant à simuler une situation précise. La mise en situation a généralement un objectif pédagogique ou d'évaluation.

## Définition
Une mise en situation peut être définie comme une « reconstitution plus ou moins factice d'une réalité où un client, et possiblement son entourage, doit offrir une performance ».

## La mise en situation comme outil pédagogique
La mise en situation est un outil pédagogique utilisé, par exemple, en pédagogie active. On place un ou plusieurs apprenants dans une situation où ils doivent résoudre un problème. Le ou les apprenants sont amenés à découvrir comment résoudre le problème en puisant dans leurs connaissances ou en tentant différentes approches.
La mise en situation peut aussi être utilisée comme introduction d'une leçon (amorce), afin de soutenir la motivation des étudiants pour la matière présentée, ou comme exercice pratique après avoir dispensé un enseignement, pour rendre plus concrète la notion à acquérir. 
Dans tous ces cas, la mise en situation a pour but d'améliorer les compétences de l'apprenant.

## La mise en situation comme outil d'évaluation
La mise en situation est un moyen d'évaluer les connaissances et surtout les compétences d'une personne de façon différente de celle d'un examen, qu'il soit oral ou écrit. La mise en situation permet de voir concrètement comment la personne gère un problème spécifique. Il peut s'agir de situations imprévues (cas d'urgence, conflit, catastrophe naturelle) ou de situations volontaires et souvent artificielles, telles l'assessment, cette technique de recrutement des cadres dirigeants utilisée dans les entreprises et les Assessment Center. Dans ce cadre, la mise en situation renseignera sur la manière dont un individu se comporte.